# Nachal Ramot
Nachal Ramot (hebrejsky: נחל רמות) je vádí v Judských horách na pomezí Izraele a Západního břehu Jordánu.
Začíná v nadmořské výšce přes 700 metrů v židovské čtvrti Ramot v severní části Jeruzaléma, respektive na území Západního břehu, které Izrael anektoval do městských hranic Jeruzaléma. Fakticky je území připojeno k Izraeli, protože Izraelská bezpečnostní bariéra a palestinské osídlení leží až severně odtud. Vádí směřuje k jihovýchodu prudce se zahlubujícím údolím se zastavěnými svahy. Údolím vede i lokální silnice číslo 436 (Sderot Golda Me'ir). Na dotyku s územím vlastního Izraele pak poblíž křižovatky dálnice číslo 1, silnice číslo 436 a dálničního obchvatu Sderot Menachem Begin ústí severozápadně od průmyslové zóny Har Chocvim do potoka Sorek.